# Xylena canaria
Xylena canaria är en fjärilsart som beskrevs av Rudolf Pinker 1968. Xylena canaria ingår i släktet Xylena och familjen nattflyn. Inga underarter finns listade i Catalogue of Life.